# Damerey
Damerey ist eine französische Gemeinde mit 548 Einwohnern (Stand: 1. Januar 2022) im Département Saône-et-Loire in der Region Bourgogne-Franche-Comté. Sie gehört zum Arrondissement Chalon-sur-Saône und zum Kanton Gergy (bis 2015: Kanton Saint-Martin-en-Bresse). 

## Geographie

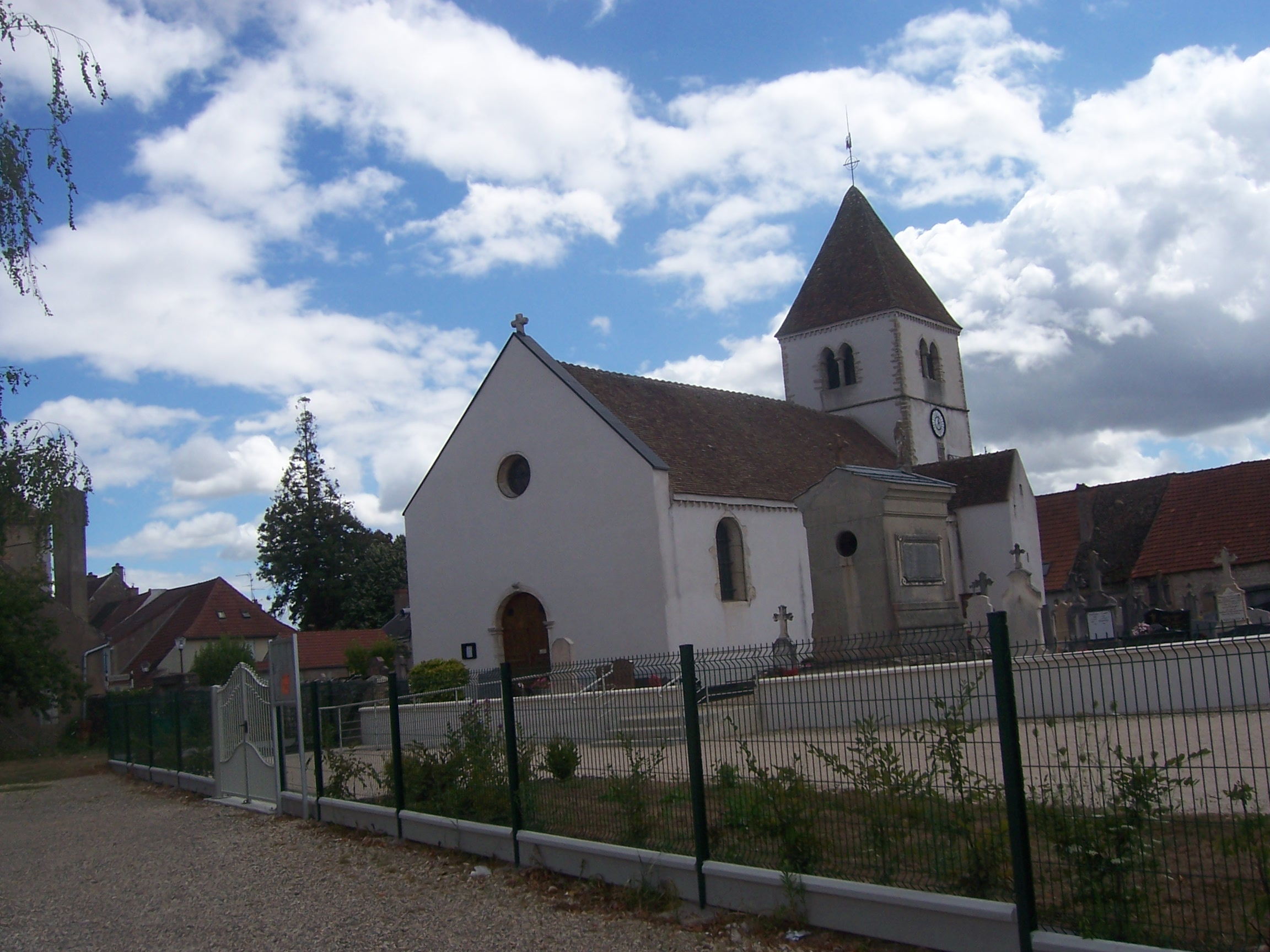
Kirche Saint-Georges

Damerey liegt etwa elf Kilometer nordöstlich von Chalon-sur-Saône in der Naturlandschaft Bresse und an der Saône, die die Gemeinde im Nordwesten begrenzt. An der nördlichen Gemeindegrenze verläuft der Fluss Cosne d’Épinossous, der hier in die Saône mündet. Umgeben wird Damerey von den Nachbargemeinden Verjux im Norden, Saint-Maurice-en-Rivière im Norden und Osten, Saint-Martin-en-Bresse im Südosten, Montcoy im Süden, Bey im Westen und Südwesten sowie Gergy im Nordwesten.

## Bevölkerungsentwicklung
| Jahr                      | 1962 | 1968 | 1975 | 1982 | 1990 | 1999 | 2006 | 2013 |
| Einwohner                 | 381  | 389  | 364  | 409  | 432  | 421  | 526  | 568  |
| Quelle: Cassini und INSEE |      |      |      |      |      |      |      |      |

## Sehenswürdigkeiten
- Kirche Saint-Georges

## Persönlichkeit
- Marie Guillot (1880–1934), Feministin, Pazifistin, Gewerkschafterin und Lehrerin